# سي دي إي
بيئة سطح المكتب الشائعة (CDE: Common Desktop Environment) هي بيئة سطح المكتب لأنظمة يونكس ونظام ذاكرة افتراضية مفتوح، مبني على (Motif: widget toolkit)، والتي هي عبارة عن واجهة رسومية وتطويرية. تعتبر سي دي إي الواجهة الكلاسيكية لأنظمة يونكس منذ مدة طويلة.
أعلن عن طرح هذه البيئة تحت رخصة جنو العمومية الصغرى في 6 آب/أغسطس 2012، بعد أن كانت ولفترة طويلة ضمن البرمجيات الاحتكارية.